# Filles faciles
Filles faciles est une chanson écrite, composée et interprétée par Jean-Jacques Goldman, parue dans son album Entre gris clair et gris foncé en 1987.